# Tod oder Freiheit
Pour plus de détails, voir Fiche technique et Distribution.
Tod oder Freiheit (litt. La Mort ou la Liberté) est un film allemand réalisé par Wolf Gremm, sorti en 1977.
Il s'agit de l'adaptation libre de la pièce Les Brigands de Friedrich von Schiller.

## Synopsis
Dans l'Allemagne du Sud vers 1750, un souverain aussi despotique que bon-vivant et somptueux arrête au hasard des fils d'agriculteurs dans les champs où ils travaillent contre une prime pour les vendre comme mercenaires aux États-Unis. Le jeune Fritz von Buttlar, descendant d'une vieille famille noble, ne veut plus rester inactif face à cette activité monstrueuse. Son indignation est sans bornes, lorsqu'il voit que même la jeune noble Nicole von Beck est emprisonné.
Fritz en tire alors les conséquences, quitte le château de son père et forme avec des amis aux vues analogues une force rebelle qui veut se rebeller contre le despotisme du souverain. Il réussit rapidement à avoir un soutien populaire. Dans les bois autour de Cobourg, Urach et Bamberg, il veut se battre contre l'armée du prince. Seul son frère Ludwig est contre, car il a un œil depuis longtemps sur l'épouse de Fritz, Maria. Il veut profiter de l'heure et la gagner.

## Fiche technique
- Titre : Tod oder Freiheit
- Réalisation : Wolf Gremm assisté de Lucie Berndsen
- Scénario : Wolf Gremm
- Musique : Guido et Maurizio de Angelis
- Direction artistique : Götz Heymann (de)
- Costumes : Ingrid Zoré
- Photographie : Jost Vacano
- Effets spéciaux : Erwin Lange
- Son : Gunther Kortwich
- Montage : Siegrun Jäger
- Production : Willi Benninger, Regina Ziegler
- Sociétés de production : Paramount Deutschland, Regina Ziegler Filmproduktion, ZDF
- Société de distribution : Cinema International Corporation
- Pays d'origine :  Allemagne de l'Ouest
- Langue : allemand
- Format : Couleur - 1,33:1 - Mono - 35 mm
- Genre : Aventure
- Durée : 94 minutes
- Dates de sortie :
  -  Allemagne de l'Ouest : 25 décembre 1977.
  -  Autriche : 25 janvier 1978.

## Distribution
- Peter Sattmann : Fritz von Buttlar
- Erika Pluhar : Nicole von Beck
- Wolfgang Schumacher : Ludwig von Buttlar
- Harald Leipnitz : Le colonel
- Mario Adorf : Max
- Gert Fröbe : Le comte von Buttlar
- Dieter Schidor : Bartel
- Christine Böhm : Maria
- Guido de Angelis : Angelo
- George Meyer-Goll (de) : Mopp
- Stefan Ostertag : Anton
- Franz Seidenschwan (de) : Nickel
- Volker Bogdan (de) : Le fifre
- Georg Lehn : Le majordome
- Klaus Münster (de) : Un soldat
- William Hobbs : Le capitaine
- Peter Wagenbreth : von Beck
- Heinz Herki : Père Lyrian
- Michael Tietz (de) : Un paysan
- Hildegard Wensch (de) : Une paysanne
- Susi Benninger : La fille du forgeron
- Jürgen Bau : Le fils du forgeron

## Source de traduction
- (de) Cet article est partiellement ou en totalité issu de l’article de Wikipédia en allemand intitulé « Tod oder Freiheit » (voir la liste des auteurs).